# Kleinjena
Kleinjena ist ein Ortsteil von Naumburg (Saale) im Burgenlandkreis (Sachsen-Anhalt).

## Geschichte
Bereits in der Jungsteinzeit waren wegen der Unstrutfurt zwischen Klein- und Großjena beide Ufer besiedelt. Oberhalb Kleinjena zeugen davon noch einige erhaltene Hügelgräber der schnurkeramischen Kultur. Der Name in seiner ursprünglichen Form ist allerdings erst auf das Althochdeutsche zurückzuführen und bedeutet „Reihe“. 1160 wurden Klein- und Großjena erstmals gesondert als Orte urkundlich erwähnt (teutonico Gene und slawico Gene). Bereits um das Jahr 1000 bestand auf dem Kapellenberg und dem Kirchberg jedoch eine wichtige Burg der Ekkehardiner, die urbs Geniun (Thietmar) oder urbs Gene genannt wurde. Mit der Verlegung des Stammsitzes der Ekkehardiner nach Naumburg um 1010 verlor sie an Bedeutung. Aber die 1028 durch Markgraf Hermann betriebene Umsiedlung der bei dieser Burg siedelnden Kaufleute nach Naumburg bezeugt die Existenz einer Siedlung vor dem Jahr 1000. 1258 und 1271 verkaufte der Bischof von Naumburg die Gerichte über den Ort an das Naumburger St. Georgenkloster.
Kleinjena gehörte bis 1815 zum wettinischen, später kursächsischen Amt Freyburg. Die Gerichtsbarkeit über den Ort lag nach der Auflösung des Georgenklosters jedoch beim zum Hochstift Naumburg gehörigen Amt Naumburg. Durch die Beschlüsse des Wiener Kongresses im Jahr 1815 wurde der Ort an das Königreich Preußen abgetreten und dem 1818 neu gebildeten Kreis Naumburg im Regierungsbezirk Merseburg der Provinz Sachsen zugeteilt.

### Einwohnerentwicklung
- 1910: 212
- 2000: 264
- 2001: 267
- 2002: 280
- 2003: 278
- 2016: 269

## Sehenswürdigkeiten

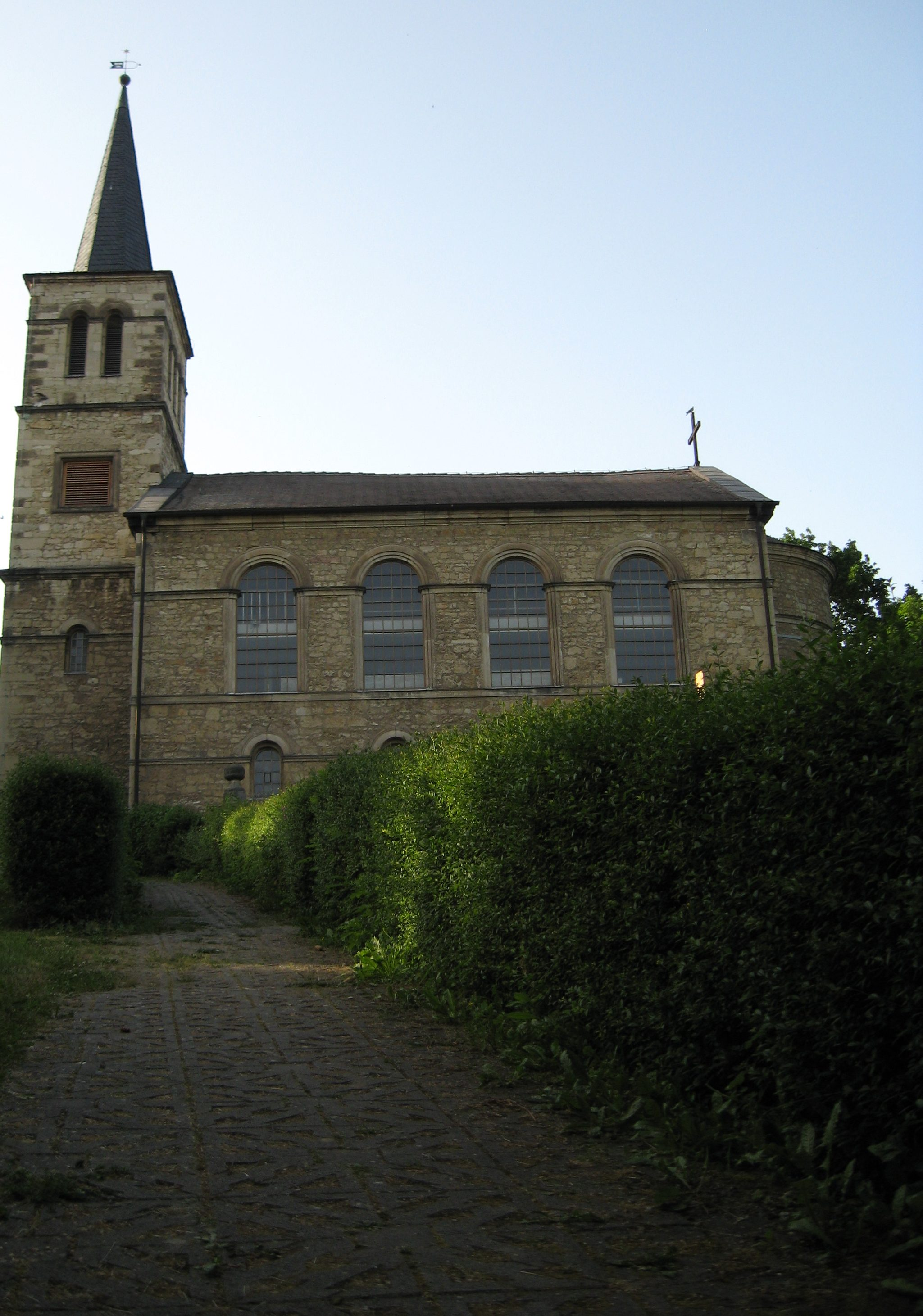
Die Kirche

Die Kirche ist ein weithin sichtbarer neoromanischer Bau aus den Jahren 1837 bis 1839 mit westlichem Turm und östlicher Halbrundapsis. Das Innere ist von klassizistischen Emporen und einem eleganten Orgelprospekt aus dem Jahr 1839 geprägt. Das Altarbild mit der Anbetung des Kindes entstand um 1680.

## Tourismus
siehe Großjena

## Wirtschaft
Weingüter (Weinbaugebiet Saale-Unstrut-Region)

## Verkehr
Der Ort liegt an der Bundesstraße 180 zwischen Naumburg und Freyburg (Unstrut) sowie am Unstrutkilometer 1,7e.
Zudem gibt es im Ort einen Haltepunkt an der Unstrutbahn. Dieser wird im Stundentakt von RB 77 Naumburg Ost–Wangen bedient.